# Кали, Стефан
Стефан Кали (фр. Stéphane Cali; род. 26 апреля 1972, Париж) — французский легкоатлет, специалист по бегу на короткие дистанции. Выступал на профессиональном уровне в 1990—2006 годах, обладатель бронзовой медали чемпионата Европы в помещении, бронзовый призёр Средиземноморских игр, победитель Кубка Европы, действующий рекордсмен Франции в беге на 50 метров.

## Биография
Стефан Кали родился 26 апреля 1972 года в Париже, Франция. Занимался лёгкой атлетикой в парижском клубе US Métro.
Впервые заявил о себе в лёгкой атлетике на международном уровне в сезоне 1990 года, когда вошёл в состав французской сборной и выступил в эстафете 4×100 метров на юниорском мировом первенстве в Пловдиве.
В 1991 году на юниорском европейском первенстве в Салониках стал седьмым в индивидуальном беге на 100 метров и вместе с соотечественниками выиграл бронзовую медаль в эстафете 4×100 метров.
В 1994 году в тех же дисциплинах стартовал на Франкофонских играх в Бондуфле, стал вторым в эстафете 4×100 метров на молодёжном Кубке Европы в Остраве.
В 1996 году бежал 60 метров на чемпионате Европы в помещении в Стокгольме.
В 1997 году выиграл зимний и летний чемпионаты Франции — в дисциплинах 60 и 100 метров соответственно. Выступил в 60-метровой дисциплине на домашнем чемпионате мира в помещении в Париже, в 100-метровой дисциплине завоевал бронзовую награду на Средиземноморских играх в Бари, бежал 100 метров и эстафету 4×100 метров на чемпионате мира в Афинах.
В 1998 году взял бронзу в беге на 60 метров на чемпионате Европы в помещении в Валенсии. На Кубке Европы в Санкт-Петербурге превзошёл всех соперников на дистанции 100 метров, тогда как в эстафете 4×100 метров показал второй результат. Выступил в беге на 100 метров на чемпионате Европы в Будапеште.
В 2000 году соревновался в дисциплине 60 метров на чемпионате Европы в помещении в Генте.
В 2001 году бежал 60 метров на чемпионате мира в помещении в Лиссабоне.
В 2003 году отметился выступлением в беге на 60 метров на чемпионате мира в помещении в Бирмингеме.
Завершил спортивную карьеру по окончании сезона 2006 года.